# Nhân Nghĩa, Lý Nhân
Nhân Nghĩa là một xã thuộc huyện Lý Nhân, tỉnh Hà Nam, Việt Nam. Xã Nhân Nghĩa nằm ở phía nam huyện Lý Nhân, bên đường quốc lộ 38B nối từ Hải Dương tới Ninh Bình đi qua.
Xã Nhân Nghĩa nằm bên bờ sông Châu Giang, có địa giới hành chính:
- Phía đông giáp xã Nhân Bình
- Phía tây giáp xã Nhân Chính
- Phía nam giáp huyện Bình Lục
- Phía bắc giáp các xã Trần Hưng Đạo và Bắc Lý.

Xã gồm 6 làng: Kinh Khê, Đức Bản, Thượng Nông, Đông Quan, Tầu Giang, Nam Xá.